# Municipio de Plum Bayou
El municipio de Plum Bayou (en inglés: Plum Bayou Township) es un municipio ubicado en el condado de Jefferson en el estado estadounidense de Arkansas. En el año 2010 tenía una población de 1481 habitantes y una densidad poblacional de 6,19 personas por km².

## Geografía
El municipio de Plum Bayou se encuentra ubicado en las coordenadas 34°19′6″N 91°53′39″O / 34.31833, -91.89417. Según la Oficina del Censo de los Estados Unidos, el municipio tiene una superficie total de 239.16 km², de la cual 221,16 km² corresponden a tierra firme y (7.53 %) 18 km² es agua.

## Demografía
Según el censo de 2010, había 1481 personas residiendo en el municipio de Plum Bayou. La densidad de población era de 6,19 hab./km². De los 1481 habitantes, el municipio de Plum Bayou estaba compuesto por el 27,89 % blancos, el 68,87 % eran afroamericanos, el 0,14 % eran amerindios, el 0,68 % eran asiáticos, el 2,03 % eran de otras razas y el 0,41 % eran de una mezcla de razas. Del total de la población el 2,97 % eran hispanos o latinos de cualquier raza.